# Жервиньо
Жерве́ Ломб Я́о Куасси́ (фр. Gervais Lombe Yao Kouassi; род. 27 мая 1987[…], Аньяма, Абиджан), более известный как Жерви́ньо (порт. Gervinho) — ивуарийский футболист, нападающий. Выступал за сборную Кот-д’Ивуара.

## Карьера

### Клубная
Жервиньо родился в городке Аньяма, пригороде Абиджана. Свою карьеру он начал в юношеской команде абиджанского клуба «АСЕК Мимозас», где провёл пять лет. Бразильский тренер этой команды и дал ему это прозвище «Жервиньо».
Вскоре футболист перешёл в клуб второго ивуарийского дивизиона «Тумоди», где некоторое время играл вместе с братьями Яя, Коло и Ибрагимом Туре.
Через два года Куасси перешёл в бельгийский чемпионат, где до 2007 года играл в «Беверене». В сезоне 2007/08 выступал во французском чемпионате в клубе «Ле-Ман» вместе со своим соотечественником Ромариком.
После хорошего сезона в «Ле-Мане» футболистом заинтересовались скауты нескольких клубов: «Монако», «Пари Сен-Жермен», «Олимпик Марсель» и «Арсенал». Но в итоге 21 июля 2009 года Жервиньо подписал трёхлетний контракт с «Лиллем».
18 июля 2011 года перешёл в лондонский «Арсенал», подписав с клубом долгосрочный контракт.

Он обладает интересными качествами. Хорошо двигается без мяча, быстр. Он может играть в центре атаки, слева или справа. Он способен забивать голы и создавать моменты. Думаю, он сможет усилить «Арсенал». По стилю игры он напоминает мне Тео Уолкотта.
— Арсен Венгер
В своём дебютном матче в Премьер-лиге против «Ньюкасл Юнайтед» Жервиньо был удалён с поля на 76-й минуте после перепалки с Джои Бартоном.
19 августа 2013 года подписал контракт с итальянским клубом «Рома» сроком до 30 июня 2017 года. 25 августа 2013 года дебютировал за «Рому» в матче 1-го тура чемпионата Италии 2013/14 в гостях против «Ливорно» (на 59 минуте вышел на поле вместо Марко Боррьелло).
26 января 2016 года перешёл в «Хэбэй Чайна Фортун». Зарплата составила 8 миллионов евро в год.
17 августа 2018 года перешёл в «Парму». 1 сентября против «Ювентуса» забил первый гол.
16 июля 2022 года перешёл в греческий «Арис», подписав с клубом двухлетний контракт.

### В сборной
В олимпийской сборной Кот-д’Ивуара Жервиньо был капитаном. В ноябре 2007 года он был вызван в главную сборную страны на товарищеские матчи против сборных Анголы и Катара, а позже приглашён в состав сборной на Кубок африканских наций 2008.
15 июня 2010 года Жервиньо сыграл свой первый матч на чемпионате мира 2010. Он отыграл 82 минуты против сборной Португалии и был назван лучшим игроком матча по версии зрителей ITV1. На чемпионате мира являлся основным левым нападающим ивуарийцев.

## Достижения
«Лилль»
- Чемпион Франции: 2010/11
- Обладатель Кубка Франции: 2010/11

«Трабзонспор»
- Чемпион Турции: 2021/22

Кот-д’Ивуар
- Обладатель Кубка африканских наций: 2015

## Статистика

#### Клубная
| Клуб               | Сезон              | Национальный чемпионат | Национальный чемпионат | Национальный чемпионат | Национальные кубки | Национальные кубки | Еврокубки | Еврокубки | Всего | Всего |
| Клуб               | Сезон              | Лига                   | Игры                   | Голы                   | Игры               | Голы               | Игры      | Голы      | Игры  | Голы  |
| ------------------ | ------------------ | ---------------------- | ---------------------- | ---------------------- | ------------------ | ------------------ | --------- | --------- | ----- | ----- |
| Беверен            | 2005/06            | Лига Жюпилер           | 32                     | 6                      | 0                  | 0                  | 0         | 0         | 32    | 6     |
| Беверен            | 2006/07            | Лига Жюпилер           | 29                     | 8                      | 0                  | 0                  | 0         | 0         | 29    | 8     |
| Всего за «Беверен» | Всего за «Беверен» | Всего за «Беверен»     | 61                     | 14                     | 0                  | 0                  | 0         | 0         | 61    | 14    |
| Ле-Ман             | 2007/08            | Лига 1                 | 26                     | 2                      | 4                  | 4                  | 0         | 0         | 30    | 6     |
| Ле-Ман             | 2008/09            | Лига 1                 | 33                     | 6                      | 4                  | 1                  | 0         | 0         | 37    | 7     |
| Всего за «Ле-Ман»  | Всего за «Ле-Ман»  | Всего за «Ле-Ман»      | 59                     | 8                      | 8                  | 5                  | 0         | 0         | 67    | 13    |
| Лилль              | 2009/10            | Лига 1                 | 32                     | 13                     | 0                  | 0                  | 11        | 5         | 43    | 18    |
| Лилль              | 2010/11            | Лига 1                 | 35                     | 15                     | 7                  | 3                  | 7         | 0         | 49    | 18    |
| Всего за «Лилль»   | Всего за «Лилль»   | Всего за «Лилль»       | 67                     | 28                     | 7                  | 3                  | 18        | 5         | 92    | 36    |
| Арсенал            | 2011/12            | Премьер-лига           | 28                     | 4                      | 2                  | 0                  | 7         | 0         | 37    | 4     |
| Арсенал            | 2012/13            | Премьер-лига           | 18                     | 5                      | 2                  | 0                  | 6         | 2         | 26    | 7     |
| Всего за «Арсенал» | Всего за «Арсенал» | Всего за «Арсенал»     | 46                     | 9                      | 4                  | 0                  | 13        | 2         | 63    | 11    |
| Рома               | 2013/14            | Серия А                | 33                     | 9                      | 4                  | 3                  | 0         | 0         | 37    | 12    |
| Рома               | 2014/15            | Серия А                | 24                     | 2                      | 0                  | 0                  | 10        | 5         | 34    | 7     |
| Рома               | 2015/16            | Серия А                | 14                     | 6                      | 0                  | 0                  | 3         | 1         | 17    | 7     |
| Всего за «Рому»    | Всего за «Рому»    | Всего за «Рому»        | 71                     | 17                     | 4                  | 3                  | 13        | 6         | 88    | 26    |
| Хэбэй              | 2016               | Китайская Суперлига    | 18                     | 3                      | 0                  | 0                  | 0         | 0         | 18    | 3     |
| Хэбэй              | 2017               | Китайская Суперлига    | 4                      | 1                      | 0                  | 0                  | 0         | 0         | 4     | 1     |
| Хэбэй              | 2018               | Китайская Суперлига    | 7                      | 0                      | 0                  | 0                  | 0         | 0         | 7     | 0     |
| Всего за «Хэбэй»   | Всего за «Хэбэй»   | Всего за «Хэбэй»       | 29                     | 4                      | 0                  | 0                  | 0         | 0         | 29    | 4     |
| Парма              | 2018/19            | Серия А                | 30                     | 11                     | 0                  | 0                  | 0         | 0         | 30    | 11    |
| Парма              | 2019/20            | Серия А                | 31                     | 7                      | 1                  | 2                  | 0         | 0         | 32    | 9     |
| Парма              | 2020/21            | Серия А                | 19                     | 4                      | 0                  | 0                  | 0         | 0         | 19    | 4     |
| Всего за «Парму»   | Всего за «Парму»   | Всего за «Парму»       | 80                     | 22                     | 1                  | 2                  | 0         | 0         | 81    | 24    |
| Всего за карьеру   | Всего за карьеру   | Всего за карьеру       | 413                    | 102                    | 24                 | 13                 | 44        | 13        | 481   | 128   |